# Jim McCann
Jim McCann (Dublin, 26 oktober 1944 – Howth, 5 maart 2015) was een Ierse gitaarspeler en zanger van Ierse folkmuziek.

## Biografie
Aanvankelijk studeerde McCann medicijnen, maar vanaf 1964 begon hij toch met folkoptredens in allerlei clubs. Hij richtte The Ludlow Trio op, een groep die haar naam ontleende aan een liedje van Woody Guthrie. Samen met The Dubliners en The Wolfetones behoorden ze tot de populairste Ierse folkgroepen.
In 1967 startte hij zijn solocarrière. Hij toerde een jaar door Engeland en bracht na terugkeer in Ierland in 1970 zijn tweede album McCanned uit. Zijn carrière raakte in een stroomversnelling. Tal van concerten en televisieopnames volgden, zoals de televisiespecial Reflections of Jim McCann en de televisieserie The McCann Man. Een van McCanns gasten in die serie was zijn vriend Luke Kelly, zanger bij The Dubliners.
In 1973 trad McCann toe tot de cast van Jesus Christ Superstar. Jim speelde Petrus en Luke Kelly speelde Herodes. Tijdens die show werd Jim gevraagd tijdelijk de zieke Ciarán Bourke bij The Dubliners te vervangen. Toen een andere Dubliner, Ronnie Drew, besloot solo te gaan, werd Jim McCann vast bandlid van The Dubliners. Hij bleef dat tot 1979 en ging nadien weer solo.
Na een optreden op Skagen Folk Festival in Denemarken in 2001 werd besloten het liveconcert op cd uit te brengen. In 2002 toerde hij opnieuw met The Dubliners om hun 40e verjaardag te vieren. Kort daarna werd echter keelkanker vastgesteld. Jim genas, maar zingen was niet meer mogelijk.
Hij overleed op 5 maart 2015 op 70-jarige leeftijd.
- Bibliothèque nationale de France: cb14054640m (data)
- International Standard Name Identifier: 0000 0000 5351 4911
- Library of Congress Control Number: no2005042865
- MusicBrainz: 2957921f-e65b-4598-a1ec-ce5283bda143
- Système universitaire de documentation: 184225698
- Virtual International Authority File: 4661251
- WorldCat: E39PBJbtrpcv3RB7dHrMwfJRrq